# Aleksandr Medved
Aleksandr Medved (belarús: Аляксандр Васілевіч Мядзведзь)  (Bila Tserkva, 16 de setembre de 1937 - Minsk, 2 de setembre de 2024) va ser un lluitador belarús, guanyador de tres medalles olímpiques d'or.

## Biografia
Va néixer el 16 de setembre de 1937 a la ciutat de Bila Tserkva, població situada a l'óblast de Kíiv, que en aquells moments formava part de la Unió Soviètica i que avui en dia forma part d'Ucraïna. A la dissolució de la Unió Soviètica adquirí la nacionalitat belarussa.
Va participar, als 27 anys, en els Jocs Olímpics d'Estiu de 1964 realitzats a Tòquio, on va aconseguir guanyar la medalla d'or en la prova de pes semipesant (-97 kg.) de lluita lliure. En els Jocs Olímpics d'Estiu de 1968 celebrats a Ciutat de Mèxic va aconseguir una nova medalla d'or, en aquesta ocasió en la categoria de pes pesant (+97 kg), repetint aquest metall en els Jocs Olímpics d'Estiu de 1972 realitzats a Múnic (Alemanya Occidental), si bé en una nova categoria, la de pes superpesant (+100 kg).
Al llarg de la seva carrera ha guanyat nou medalles en el Campionat del Món de lluita, set d'elles dor, i tres vegades fou campió d'Europa.
En els Jocs Olímpics d'Estiu de 1980 realitzats a Moscou (Unió Soviètica) fou l'encarregat de realitzar el Jurament Olímpic per part dels jutges en la cerimònia d'obertura.

## Palmarès
Orde de Lenin
 Orde Olímpic d'or
 Orde de la Bandera Roja del Treball
 Medalla del Centenari de Lenin
 Orde de la Insígnia d'Honor (2)